# Andrej Andrejev
Andrej Andrejevitj Andrejev, född 30 oktober 1895 i Guvernementet Smolensk, död 5 december 1971 i Moskva, var en sovjetisk politiker.

## Biografi
Andrejev anslöt sig till bolsjevikpartiet 1914, blev ledamot av styrelsen för metallarbetarnas facksammanslutning 1919 och ordförande i järnvägsmännens 1920. Han var 1920 ledamot och 1924–25 sekreterare i kommunistpartiets centralkommitté, sekreterare i kommunistpartiet i norra Kaukasus 1928–30 och vice president i arbetar- och bondeinspektionen 1930–35. Andrejev intog 1935–46 en av nyckelställningarna inom Sovjetunionens politiska ledning och partisekretariatet som ledamot av politbyrån. Han var även ordförande i förbundsrådet och i kommissionen för partikontrollen och sekreterare i centrala exekutivkommittén. 1931–45 var han dessutom folkkommissarie för transportväsendet och från 1944 folkkommissarie för jordbruket. 1946 blev han även en av de åtta vice ordförandena i ministerrådet och därmed ledamot av det så kallade inre kabinettet.